# Caldeirada paraense
A caldeirada paraense é uma caldeirada que incorpora peixes e ingredientes típicos da região Norte do Brasil à tradicional receita portuguesa.

## Histórico
Embora a culinária indígena brasileira já registrasse pratos que lembravam a caldeirada portuguesa, estes ainda não possuíam a conformação atual. Tratava-se da cozedura de carne de caça ou peixe no "vinho" de frutos como miriti ou tucumã. Ao preparado, denominado "quinhapira" ("quinha", pimenta, e "pirá", peixe, em tupi-guarani) acrescentava-se pimenta-murupi, pimenta-malagueta ou até mesmo saúvas, e comia-se acompanhado de pedaços de beiju grosso. A receita indígena original não incluía sal.
Outro tipo de caldeirada paraense, que também reflete influências indígenas, é a preparada pelos ribeirinhos (por isso também denominada "cabocla"). Nela, a carne dos peixes ou de caça é cozida em tucupi, ou moqueada e posteriormente mergulhada no tucupi reforçado com folhas de jambu, servida depois com farinha de mandioca e molho de pimenta. Este prato ainda comporta o acréscimo de arroz branco como complemento.
Contudo, o que usualmente na atualidade se denomina como "caldeirada paraense", é um prato que utiliza apenas um tipo de peixe em seu preparo (pescada-branca, pescada-amarela, filhote, tucunaré, dourado, surubim, etc), acompanhado de batatas e ovos cozidos, pirão, molho de pimenta e arroz branco.

## Preparação e apresentação
Na caldeirada paraense, o peixe limpo é temperado com sal e limão. Os temperos são cozidos juntos (cebolas, tomates, chicória, alfavaca, coentro, jambu etc), e à parte, cozem-se batatas e ovos. Na panela dos temperos, são então acrescentadas as postas de peixe, e alternativamente, camarões de água doce. A caldeirada é servida numa terrina, juntamente com os ovos e batatas, tendo por acompanhamento pirão, molho de pimenta e arroz branco.